# Nikita Olegowitsch Koldunow
Nikita Olegowitsch Koldunow (russisch Никита Олегович Колдунов; * 19. April 2000 in Sankt Petersburg) ist ein russischer Fußballspieler.

## Karriere
Koldunow begann seine Karriere bei Zenit St. Petersburg. Im August 2019 stand er erstmals im Kader der drittklassigen Zweitmannschaft von Zenit, kam allerdings nicht zum Einsatz. Im September 2019 wechselte er in die Jugend des FK Sotschi.
Im Oktober 2019 stand er gegen den FK Rostow erstmals in Sotschis Profikader. Sein Debüt für die Profis in der Premjer-Liga gab er im Dezember 2019, als er am 19. Spieltag der Saison 2019/20 gegen Rubin Kasan in der 62. Minute für Nikita Burmistrow eingewechselt wurde. Bis Saisonende kam er zu zwei Erstligaeinsätzen für Sotschi. Im Februar 2021 kehrte er leihweise zu Zenit-2 zurück.